# Toreno
Toreno è un comune spagnolo di 2 500 abitanti situato nella provincia di Llión.
Dal paese dipendono altri 11 villaggi (Matarrosa del Sil, Vadelaloba, Pradilla, Villar de las Traviesas) per un totale di 3 836 abitanti.
Il paese è situato a 12 chilometri da Bembibre e a 23 chilometri d’autostrada (CL-631) da Ponferrada.
Toreno si trova nella valle del fiume Sil che divide il paese in due parti: Toreno e Torenillo, uniti da un ponte romano ad una sola ampia arcata.
Il paese conserva i resti di una fortificazione celtica e del palazzo del conte di Toreno (Don Alvaro Queipo de Llano, siglo VII). L'economia si basa principalmente sulla miniera di carbone, l'agricoltura e il bestiame.

## Società

### Lingue e dialetti
La lingua leonese è comune in questo comune, essendo propria del territorio e trovandosi nella toponimia.

## Vedere anche
- Regno di León
- Lingua leonese